# کولد اسپرینگ (مینه‌سوتا)
کولد اسپرینگ، مینه‌سوتا (به انگلیسی: Cold Spring, Minnesota) یک شهر در ایالات متحده آمریکا است که در مینه‌سوتا واقع شده‌است.

## خصوصیات
کولد اسپرینگ ۶٫۹۹ کیلومترمربع مساحت و ۴٬۰۲۵ نفر جمعیت دارد و ۳۳۵ متر بالاتر از سطح دریا واقع شده‌است.